# Pippo e la casa dei suoi sogni
Pippo e la casa dei suoi sogni (Home Made Home) è un film del 1951 diretto da Jack Kinney. È un cortometraggio animato della serie Goofy, prodotto dalla Walt Disney Productions, uscito negli Stati Uniti il 23 marzo 1951 e distribuito dalla RKO Radio Pictures. È stato distribuito anche come Casa dolce casa.

## Trama
Pippo segue quello che dice il narratore con lo scopo di costruire la sua casa: cerca di costruire le fondamenta, di consultare il progetto, di usare la livella, di applicare i vetri agli infissi delle finestre e infine di dipingere l'abitazione. Alla fine la casa è pronta, ma per via della sua scarsa qualità finisce distrutta non appena vi entra un gruppo di ospiti.

## Distribuzione

### Edizioni home video

#### VHS
- Il mondo di Pippo (ottobre 1986)[1]
- Serie oro – Pippo pasticci e simpatia (febbraio 1987)[3]
- Videoparade volume n. 10 (settembre 1993)[2]
- A tutto Pippo! (aprile 2000)[4]

#### DVD
Il cortometraggio è incluso nel DVD Walt Disney Treasures: Pippo, la collezione completa.